# Linaria atlantica
Linaria atlantica är en grobladsväxtart som beskrevs av Pierre Edmond Boissier och Reuter. Linaria atlantica ingår i släktet sporrar, och familjen grobladsväxter. Inga underarter finns listade i Catalogue of Life.